# Chris Fleeger
Chris Fleeger (ur. 2 maja 1982) – amerykański zapaśnik w stylu wolnym. Brązowy medalista mistrzostw panamerykańskich z 2001. Trzeci na uniwersyteckich MŚ w 2002. Zawodnik Purdue University.